# El català de la Manxa

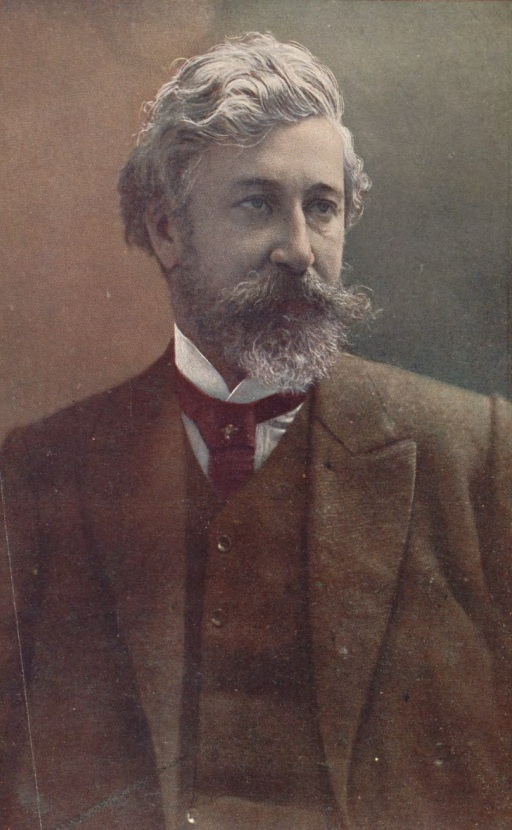
Santiago Rusiñol

El català de la Manxa és una novel·la de Santiago Rusinyol que narra la història d'un Quixot modern, un ober revolucionari del barri barceloní de Sant Andreu que, a causa de la seva participació activa en els fets de la Setmana Tràgica, s'ha de refugiar en terres de la Manxa, on és acollit per un altre català, un exviatjant de comerç reconvertit en l'amo del cafè de Cantalafuente. Només d'arribar, l'innominat "català", empès per la lectura dels seus particulars "llibres de cavalleria" sociològica, es proposa regenerar la vida dels habitants del poble, però ben aviat la seva dèria redemptora topa amb el tarannà local, encarnació del "sanxopanxisme" més conformista. Per acabar-ho d'adobar, el seu fill li diu que vol ser torero.
Cent anys després de la seva publicació original, aquesta novel·la es pot llegir no només com una parodia del "Quixot", sinó també com una reflexió sobre la temptació regeneracionista de Catalunya envers Espanya.